# Colaspis brunnea
Colaspis brunnea är en skalbaggsart som först beskrevs av Fabricius 1798.  Colaspis brunnea ingår i släktet Colaspis och familjen bladbaggar. Inga underarter finns listade i Catalogue of Life.